# Circuito Urbano do Parque Olímpico Shunyi
O Circuito Urbano do Parque Olímpico Shunyi é um circuito urbano localizado no Parque Olímpico Shunyi, em Pequim, China.

## História
Para continuar com o sucesso dos jogos olímpicos, o distrito de Shunyi decidiu investir ¥300 milhões para construir infraestruturas para o desporto automóvel. O circuito foi aberto em outubro de 2010, quando lá foi disputada a 11ª ronda de 2010 da Superleague Fórmula.